# Mandi (distrikt)
Mandi (hindi: मंडी जिला) er et distrikt i den indiske delstaten Himachal Pradesh. Distriktets hovedstad er Mandi. 

## Demografi
Ved folketællingen i 2011 var der 999,518 indbyggere i distriktet, mod 901,344 i 2001. Den urbane befolkningen udgør 6,27 % af befolkningen.
Børn i alderen 0 til 6 år udgjorde 11,00 % i 2011 mod 13,31 % i 2001. Antallet af piger i den alder per tusinde drenge er 913 i 2011 mod 918 i 2001.